# Gedang (Porong)
Gedang is een bestuurslaag in het regentschap Sidoarjo van de provincie Oost-Java, Indonesië. Gedang telt 5827 inwoners (volkstelling 2010).